# Dejan Jović
Dejan Jović (Samobor, 12. travnja 1968.), politolog, doktor političkih znanosti, analitičar Od 2013. do 2020. bio je glavni i odgovorni urednik politološkog časopisa Politička misao.

## Karijera
- 1994., magisterij političkih znanosti, Sveučilište u Ljubljani

- 1999., doktorat iz političkih znanosti, Londonska škola ekonomije (London School of Economics)

- 2000. do 2009., predavač na studijima za političke znanosti, Sveučilište u Stirlingu, Škotska

- 2004. do 2009.  direktor Centra za proučavanje europskog susjedstva (Centre for 	  European Neighbourhood Studies) na Sveučilištu u Stirlingu

- 2004. do 	  2006., posebni savjetnik ministra/ministrice vanjskih poslova (i 	  europskih integracija) u Hrvatskoj

- 2009., Profesor na Fakultetu političkih znanosti u Zagrebu[4]

- 2010. – 2014., glavni analitičar Predsjednika Republike u statusu posebnog koordinatora u Uredu Predsjednika[5]
- 2014. – 2016. predsjednik Upravnog odbora Instituta za razvoj i međunarodne odnose (IRMO).

## Funkcije i članstva
- član uredništva Političke misli

- član uredništva Journal of Southern Europe and the Balkans

- član uredničkog savjeta časopisa Europe-Asia Studies

- član uredničkog savjeta časopisa Međunarodna politika

- član British Political Studies 	  Association

- clan British International Studies Association

- član Hrvatskog politološkog društva

- savjetnik u Economist Intelligence Unit

## Stipendije i potpora
- British Academy

- Open Society Institute

- Arts and Humanities Research Council

- Carnegie Foundation

## Znanstveni rad

### Teorije propasti Jugoslavije
Teorije propasti Socijalističke Federativne Jugoslavije je jedan od popularnih tema koje se vrte u političkim akademskim krugovima u svijetu, osobito zbog veličine i utjecaja te države za vrijeme hladnog rata, te zbog krvavog dugogodišnjeg rata i ljudskog stradanja kroz kojeg Europa nije prošla od Drugog svjetskog rata. Postoje mnoge polemike kako se raspad Jugoslavije odvijao, i koje su uzroci njenog raspada. U istraživanjima oko raspada Jugoslavije kao politolog čija je specijalizacija Jugoslavija uključio se i Dejan Jović s većim opusom znanstvenih radova, članaka u novinama te knjigom "Jugoslavija - država koja je odumrla" koja je izdana na par jezika. U svojoj knjizi "Jugoslavija - država koja je odumrla" koja je prvo objavljena 2003. godine i kasnije prevedena i izdana ne engleskom jeziku 2008. pod naslovom "Yugoslavia: A State that Withered Away" predstavlja temeljno djelo odnosno leću kroz koju Jović vidi bivši prostor Jugoslavije od same ideje, preko Kraljevine Jugoslavije i SFRJ-a kao tvorevinu koja je imala svrhu objedinjavanja više manjih naroda koji su takvi imali veći utjecaj na ekonomskom i političkom prostoru Europe i nego sadašnje situacije gdje postoje više manjih država koje su prema Joviću zasnovane po principu jedan narod jedna država. To rješenje jedan narod jedna država, Jović ne smatra optimalnom da bi se iskoristili ekonomski potencijali nekog područja, a same način na koje su neke od država na tom prostoru nastale smatra čistom prijevarom ili obmanom. Prije izdanja knjige "Jugoslavija - država koja je odumrla", glavne ideje koje je Jović postavio oko raspada Jugoslavije objavljeno je članku "Razlozi za raspad socijalističke Jugoslavije: kritička analiza postojećih interpretacija" u žurnalu Reč, 62/8, jun 2001.
 U svom članku Jović Saveznu Jugoslaviju nije smatrao Jugoslavijom, već je Jugoslavijom smatrao sljedeće tvorevine i podijelio ih je prema četiri koncepta:
1. 1918. – 1939., ideja nacionalnog jedinstva, Kraljevina Srba, Hrvata i Slovenaca, Kraljevina Jugoslavija
2. 1939. – 1941., sporazumno jugoslavenstvo i priznanje posebnosti hrvatskog političkog identiteta, Kraljevina Jugoslavija
3. 1945. – 1966., bratstvo i jedinstvo (nacionalno jedinstvo), Federativna Narodna Republika Jugoslavija, Socijalistička Federativna Republika Jugoslavija
4. 1967. – 1992., ideološka odnosno Kardeljev koncept Jugoslavije Ustav iz 1974, SFRJ

U svom izlaganju u Jović se koncentrirao na četvrtu Jugoslaviju i analizirao je raspad prema sljedećih osam teorija raspada koje su bile popularne u vrijeme pisanja članaka:
1. ekonomska kriza
2. drevna mržnja
3. kulturalne razlike
4. promjene u međunarodnoj politici
5. uloge raznih ličnosti u stvaranju i razaranju jugoslavenske države
6. postmoderni karakter jugoslavenske države
7. strukturalni i institucionalni razlozi

### Kritička promišljanja
Dejan Jović bio je savjetnik pri vrhu države, sve do 2. listopada 2014. kada ga je s dužnosti glavnog savjetnika otpustio predsjednik Republike Hrvatske Ivo Josipović, zbog teksta u koji je Jović objavio u časopisu za politologiju zagrebačkog Fakulteta političkih znanosti (FPZG) Politička misao. U tom objavljenom tekstu koji je bio osobni komentar o škotskom referendum, Jović je naveo da je hrvatski referendum 1991. godine bio "vrlo neliberalan" i da nije bio održan u slobodnim i poštenim okolnostima, te da na ovim prostorima jedini slobodni i liberalni referendum bio crnogorski referendum 2006. godine.

Potpisnik je Deklaracije o zajedničkom jeziku, u kojoj se tvrdi da se u Hrvatskoj, Bosni i Hercegovini, Srbiji i Crnoj Gori govore nacionalne standardne varijante zajedničkog policentričnog standardnog jezika, i o kojoj je govorio u medijima.

## Djela i publicistika
- Yugoslavia: A State That Withered Away, Purdue University Press; 1st edition, 2008, ISBN-13 978-1557534958[15]

- ‘Turning Nationalists into EU 		  Supporters: the Case of Croatia’, u Jacques Rupnik (ur.): The Western 		  Balkans and the EU: the Hour of Europe, Chaillot Papers, br. 126. 		  lipanj 2011, str. 33-46. Dostupno online na:		   		  http://www.iss.europa.eu/uploads/media/cp126-The_Western_Balkans_and_the_EU.pdf  Arhivirana inačica izvorne stranice od 14. listopada 2014. (Wayback Machine)

- “Reassessing Socialist Yugoslavia, 1945-90: the 		  Case of Croatia”, u Dejan Djokić i James Ker-Lindsay (ur.): New 		  Perspectives on Yugoslavia: Key Issues and Controversies, London: 		  Routledge, 2011, str. 117-142.

- ‘Bitka za etnički status u 		  post-jugoslavenskim državama“, Političke analize, br. 5, ožujak 2011, 		  str. 36-45.

- ‘Palubna diplomacija i funkcionalna suradnja: 		  hrvatsko-srpski odnosi na početku mandata Ive Josipovića’, 		   Izazovi evropskih integracija, Sv. 11, 2010, str. 27-40.

- ‘Croatia after Tudjman: 		  Encounters with the Consequences of Conflict and Authoritarianism”, 		   Europe-Asia Studies, Sv. 62, br. 10, prosinac 2010, str. 1609-1762.

- ‘Problems of early post-communist transition 		  theory: from transition from to transition to’, Politička 		  misao, Sv. 47, br. 5, 2010, str. 44-68